# ŽNK Mladost Nević Polje
ŽNK Mladost je hrvatski nogometni klub iz Nević Polja u općini Novom Travniku, BiH.
Ženska je sekcija NK Mladosti. U klubu je aktivno oko 150 nogometaša i 20 nogometašica. ŽNK Mladost je osnovan u kolovozu 2007. godine.
2012. bile su 2. u prvenstvu BiH.

## Vanjske poveznice
- Facebook
- Rekreacija.ba  Arhivirana inačica izvorne stranice od 8. svibnja 2019. (Wayback Machine)